# Bonaert

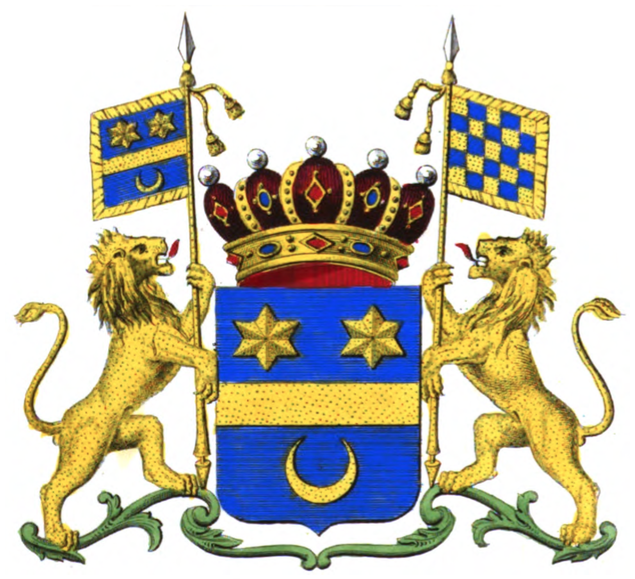
Gesllachtswapen

Bonaert (ook: Bonaert de la Roche-Marchiennes en: Bonaert de Laubespin) is een Zuid-Nederlandse adellijke familie, met wortels in Ieper.

## Geschiedenis
De bewezen stamreeks voert terug tot Alart Bonaert (†1594) die in 1534 burger wordt van Ieper. Vanaf de 17e eeuw volgen adelsbesluiten voor leden van dit geslacht. Alle anno 2018 levende leden dragen de titel van baron(es); er zijn nog 45 mannelijke afstammelingen in leven, de laatste geboren in 2016.

### Adelsbesluiten
- 1676 werd erfelijke adel verleend door koning Karel II van Spanje aan Jeanne de Wree, weduwe van Jean-Baptiste Bonaert, raadpensionaris en griffier in strafzaken van Ieper, en aan hun kinderen.
- In 1755 werd door keizerin Maria Theresia de titel baron, overdraagbaar bij eerstgeboorte, verleend aan Jacques-Joseph Bonaert, algemeen ontvanger van de landen van impositie.
- In 1768 werd vergunning verleend aan Jacques-Louis Bonaert, zoon van de voorgaande en grootbaljuw van de stad en kasselrij Ieper om de titel baron te voeren, samen met zijn vader.
- 1816: Benoeming van Joseph-Jacques-Albert-Ghislain (de) Bonaert (neef van de voorgaande) met de titel baron in de Ridderschap van Brabant. Zijn opname in de adelstand werd door een akte van bewijs bevestigd. In de eerste officiële adelslijst is bepaald dat de titel overdraagbaar is bij eerstgeboorte.
- 1881: Uitbreiding tot alle afstammelingen die de naam dragen, van de titel van baron Raoul-Louis-Léon-Ghislain Bonaert.
- 1881: Verlening van de titel baron, overdraagbaar op alle afstammelingen die de naam dragen, aan jonkheer Louis-Henri-Victor-Joseph-François-Ghislain Bonaert (broer van de voorgaande).
- 1881: Verlening van de titel baron, overdraagbaar op alle afstammelingen die de naam dragen, aan jonkheer Alfred-Honoré-Ghislain-Auguste Bonaert (broer van de stamvader van de tweede linie).

### Wapenbeschrijvingen
- 1676: D'azur, à la face d'or, accompagnée de deux estoiles en chef, et d'un croissant montant aussi d'or en pointe. Heaume d'argent ouvert, treillé et liseré d'or, bourlet et hachements du métal et couleur de l'escu.  Cimier: une estoile aussi d'or.
- 1861: D'azur, à la fasce d'or, accompagnée en chef de deux étoiles à six rais et en pointe d'un croissant de même. L'écu sommé de la couronne de baron pour le titulaire, et supporté par deux lions d'or, armés et lampassés de gueules, tenant chacun une bannière, à dextre aux armes de Bonaert, à senestre échiqueté d'or et d'azur, les autres descendants sommant l'écu d'un heaume d'argent, grillé, colleté et liseré d'or, fourré et attaché de gueules, aux bourrelet et lambrequins d'or et d'azur.
- 1955: Van azuur, met een dwarsbalk vergezeld in het schildhoofd van twee zespuntige sterren en in de schildvoet van een wassenaar, alles van goud. Het schild getopt met een Brabantse baronnenmuts, en gehouden door twee leeuwen van goud, gewapend en getongd van keel, houdend elk een bannier, die van rechts met het wapen van het schild, die van links ge[schaakt] van goud en van azuur van vijf strepen wat d'Immeloot is, alles geplaatst op een grasgrond van sinopel

## Genealogie
- Joseph-François Bonaert (1662-1724), x Marie-Josèphe Cocle
  - François Joseph Ignace Bonaert (1696-1754), x Claire le François, vrouw van Nieuwenhove
    - François-Joseph Bonaert (1750-1796), x Charlotte Delfosse, vrouw van Escavez
      - François-Auguste Bonaert (1782-1826), x Françoise de Ville
        - François Bonaert (zie hierna)

  - Jacques Joseph Lievin Bonaert (1709-1783), x Louise Immeloot, vrouw van Brunhault
    - Joseph François Bonaert (1748-1808), x Albertine de Muller
      - Joseph Bonaert (zie hierna)
      - Jean-Louis Bonaert (zie hierna)

## François Bonaert
- François Edouard Ghislain baron Bonaert (Kain, 4 november 1816 - Bergen, 17 februari 1879) verkreeg erkenning van erfelijke adel naar aanleiding van het erven van de baronstitel, overdraagbaar bij eerstgeboorte, van de kinderloze Jean-Louis Bonaert (zie hierna). Hij trouwde in Bergen in 1852 met Marie Hanot d'Harveng (1826-1889). Ze kregen zeven kinderen, van wie de vier dochters ongehuwd bleven en de drie zoons voor nakomelingen zorgden.
  - Raoul baron Bonaert (Bergen, 1853 - Ukkel, 1910) verkreeg dat de overdracht van de baronstitel op al zijn afstammelingen die de naam dragen zou overgaan. Hij trouwde in Sirault in 1881 met Jeanne Hubert de Salmon (1861-1912).
    - Louis baron Bonaert (Elsene, 1894 - Bergen, 1938) werd geadopteerd door de tweede man van zijn moeder, Octave de la Roche-Marchiennes, zodat Bonaert voortaan de naam droeg van Bonaert de la Roche-Marchiennes. Hij trouwde in Brussel in 1924 met gravin Renée d'Oultremont (1902- ). Ze kregen twee dochters en hiermee doofde de naam Bonaert in deze familietak uit.

  - Louis Henri Victor Joseph François Ghislain baron Bonaert (Bergen, 12 april 1855 - Brussel, 22 december 1907), burgemeester van Foy-Notre-Dame kreeg in 1881 de baronstitel, overdraagbaar op al zijn afstammelingen die de naam Bonaert dragen. Hij trouwde in Bouges in 1882 met Berthe Barbaix de Bonnines (1860-1929).
    - Franz baron Bonaert (1885-1962), advocaat, burgemeester van Foy-Notre-Dame, trouwde in Kortrijk in 1911 met Marie-Hélène Vercruysse (1888-1967). Ze kregen zes kinderen.
      - Albert baron Bonaert (1912-1994) doctor in de rechten, secretaris-generaal van de Comptoir belge des charbons trouwde in Brussel in 1947 met Lucie Le Febve de Vivy de Chaves (1924- ). Ze kregen vier kinderen, met afstammelingen tot heden. Naast andere geschiedkundige publicaties schreef Albert Bonaert talrijke studies gewijd aan de familie Bonaert.
        - François baron Bonaert MSc. (1948), chef de famille

      - Francis baron Bonaert (1914-2012), architect; trouwde in 1941 met Gilda gravin Mouchet de Battefort de Laubespin (1919-1987), telg uit een Frans oud-adellijk geslacht; de drie kinderen uit dit huwelijk verkregen voor hen en hun nageslacht in mannelijke lijn in 2007 bij Koninklijk Besluit naamswijziging tot Bonaert de Laubespin

    - Jacques Raoul baron Bonaert (1893-1967); trouwde in 1920 in Namêche met Jeanne de Pierpont Surmont de Volsberghe (1899-1960). Ze kregen vier dochters en vier zoons die mannelijke afstammelingen hebben tot heden.

## Joseph Bonaert
Joseph Jacques Bonaert (Ieper, 20 februari 1782 - Brussel, 3 juni 1833) werd: 
- inspecteur-generaal van de rijksgevangenis in Vilvoorde,
- commissaris voor de organisatie van de Provinciale Staten (1815),
- secretaris van de Ridderschap van de provincie Zuid-Brabant,
- gedeputeerde van de Ridderschap in de Provinciale Staten van Zuid-Brabant,
- stichter en voorzitter van de Verreries du Val Saint-Lambert,
- stichter van de verzekeringsmaatschappij Les Propriétaires Réunis.

In 1816 werd hem erkenning verleend van erfelijke adel, met een baronstitel overdraagbaar bij eerstgeboorte en met benoeming in de ridderschap van Zuid-Brabant. Hij bleef ongehuwd.

## Jean-Louis Bonaert
Jean Louis Félix Bonaert (Ieper, 21 november 1787 - Aken, 18 augustus 1867) had als activiteiten: 
- attaché bij de Staatssecretarie (1815),
- zaakgelastigde met directie van politieke zaken,
- stichter en voorzitter van de Cercle du Parc,
- ridder in de Orde van Malta.

In 1816 werd hem, zoals aan zijn broer, maar zonder titel, erkenning verleend van erfelijke adel en benoeming in de Ridderschap van de provincie West-Vlaanderen. Het is pas in 1861 dat hem een baronstitel werd toegekend. Hij was in 1833 getrouwd met Clémence le Caron de Canettemont (1809-1889), maar het huwelijk bleef kinderloos. Er werd daarom voorzien dat de titel, na zijn dood zou overgaan op zijn verre neef François Bonaert, hierboven vermeld.